# Olympische Sommerspiele 1900/Teilnehmer (Britisch-Indien)
| Silbermedaillen | Bronzemedaillen | 3. |
| --------------- | --------------- | -- |
| —               | 2               | —  |

Indien nahm mit einem Athleten an den Olympischen Sommerspielen 1900 in Paris teil.
Die IAAF veröffentlichte 2005 eine Statistik über die Teilnehmer an Olympischen Spielen, darin wird der indische Teilnehmer Norman Pritchard als Brite gelistet, da Indien damals noch eine Kolonie des Vereinigten Königreichs von Großbritannien und Irland war. Das IOC listet Pritchard hingegen als Inder.

## Medaillengewinner

### Zweiter
| Name             | Sportart       | Wettkampf    |
| ---------------- | -------------- | ------------ |
| Norman Pritchard | Leichtathletik | 200 m        |
| Norman Pritchard | Leichtathletik | 200 m Hürden |

## Teilnehmer nach Sportarten

### Leichtathletik
| Sportart         | Platz   | Sportler         | Vorrunde                 | Halbfinale                    | Hoffnungsrunde        | Finale         |
| ---------------- | ------- | ---------------- | ------------------------ | ----------------------------- | --------------------- | -------------- |
| 60 Meter         | -       | Norman Pritchard | unbekannt 3. in Gruppe 1 | nicht ausgetragen             | nicht ausgetragen     | nicht erreicht |
| 100 Meter        | -       | Norman Pritchard | 11,4 s 1. in Gruppe 5    | unbekannt 3. im 3. Halbfinale | nicht bekannt Zweiter | nicht erreicht |
| 200 Meter        | Zweiter | Norman Pritchard | unbekannt 2. in Gruppe 1 | Nicht ausgetragen             | Nicht ausgetragen     | 22,8 s         |
| 110 Meter Hürden | Fünfter | Norman Pritchard | 16,6 s 1. in Gruppe 2    | nicht ausgetragen             | direkt im Finale      | nicht beendet  |
| 200 Meter Hürden | Zweiter | Norman Pritchard | 26,8 s 1. in Gruppe 2    | nicht ausgetragen             | nicht ausgetragen     | 26,6 s         |